# Elias Facetius
Elias Facetius, Szinnyeinél Facetius Illés  (164?-1684) erdélyi szász orvos.

## Élete
Szőllősről (Alisch), a bogácsi káptalanhoz tartozó helységből származott; a lipcsei egyetemen tanult 1666-ban. Altmark tartományban telepedett le, és Brandenburg an der Havel városi orvosa lett. Ott is nősült meg, Erdélybe nem tért vissza többé.

## Munkái
- Dissertatio inaug. medica de Febre hungarica Praeside Amanno 1668. Lipsiae. (Egy nagyobb oklevél lenyomattal.)
- De morbo hungarico. Jenae, 1668.